# Дом А. Ф. Кушакевича
Дом А. Ф. Кушакевича и городской коммерческий банк — памятник архитектуры и истории местного значения в Нежине. Сейчас здесь размещается школа № 7.

## История
Решением исполкома Черниговского областного совета народных депутатов трудящихся от 17.11.1980 № 551 присвоен статус памятник истории местного значения с охранным № 83 под названием Место революционных выступлений нежинцев в 1905 году и почётный знак в честь Героя Советского Союза И. И. Гетмана.
Решением Черниговской областной государственной администрации от 28.12.1998 № 856 памятному знаку во дворе школе присвоен статус памятник истории местного значения с охранным № 6961 под названием Памятный знак в  честь учителей и выпускников школы, погибших в годы Великой Отечественной войны советского народа 1941-1945 гг.
Изначально был внесён в «список памятников архитектуры вновь выявленных» под названием Дом женской гимназии П. И. Кушакевич, Городской коммерческий банк.
Приказом Министерства культуры и туризма от 21.12.2012 № 1566 присвоен статус памятник архитектуры местного значения с охранным № 10017-Чр под названием Дом А. Ф. Кушакевича и городской коммерческий банк.

## Описание
В 1878 году была основана «Нежинская женская гимназия П. И. Кушакевич», как прогимназия, Павлом Фёдоровичем Кушакевичем на средства нежинского фабриканта А. Ф. Кушакевичем в память о своей жене П. И. Кушакевич. В 1884 году преобразована в гимназию и располагалась в собственном доме А. Ф. Кушакевича. Кроме того, до смерти, А. Ф. Кушакевич приобрёл ещё один, рядом стоящий, дом. В 1900 году был надстроен второй этаж над двумя домами Кушакевича. Удерживалась за счёт государственных ассигнований и платы за обучение, пожертвований и городских средств. Гимназия имела 9 классов: 7 основных, подготовительный и педагогический; училось 421 ученица. Изучались как основные предметы рукоделье и пение, а также — иностранные языки. С 1894 года пение преподавал Ф.  Д.  Проценко. Выпускницами гимназии были Мария Николаевна Москаленко — мама советского учёного С. П. Королёва (жил на улице Кушакевича в период 1908-1914 годы — установлен памятный знак), М. О. Березюк — заслуженный учитель УССР, расстрелянная немецко-фашистскими захватчиками во время оккупации Нежина, Евгения Юрьевна Спасская — украинский этнограф. В 1920 году гимназия была преобразована в единую трудовую школу № 1. В период 1943-1954 годы в доме школы размещался госпиталь.
В 1922 году был создан «Нежинский транспортный техникум» на базе социально-экономического техникума для подготовки специалистов по эксплуатации ж/д транспорта. Не имел собственного помещения и занятия проходили в доме бывшей гимназии в вечернее время. В 1923 году прекратил своё существование.
В период 08.06.1873 — 22.01.1919 годы действовал «Нежинский городской общественный банк» (по другим данным коммерческий или кредитный) в собственном доме (в части современного дома), построенном в конце 19 века. Осуществлял приём денежных взносов и векселей, покупал и продавал процентные бумаги, выдавал займы. Был национализирован на основании декрета Временного рабоче-крестьянского правительства Украины.
Во время Великой Отечественной войны, в сентябре 1943 года здания были сильно повреждены. В послевоенные годы здание банка было частично перестроено, западнее (между бывшими банком и гимназией) был пристроен дом, соединивший три здания в единое. Здание состоит из исторических трёх объёмов: гимназии — Г-образный в плане, банка — прямоугольный (близкий к квадрату) в плане, переход — прямоугольный в плане. Каменный, двухэтажный, Г-образный в плане. Фасад западной части дома акцентирован 6-колонным плоским (6 полуколонн) портиком, украшен лепным декором, орнаментальной кирпичной кладкой, расчленён межэтажным (тягой) и завершается венчающим карнизом. Фасад восточной части расчленяют пилястры, между которыми арочные оконные проёмы первого этажа украшены декором. Фасад центральной части и частично западной части облицован плиткой. Западный (частично) и восточный фасады оштукатуренные и побеленные, торцы дома не оштукатуренные.
С 1954 года в объединённом здании разместилась школа № 7.
В 1977 году на фасаде дома установлены две мемориальные доски «На этой улице 19 марта и 18 октября 1905 года произошли политические демонстрации трудящихся города Нежина в поддержку первой русской революции» и «В этой школе в 1922-1930 гг. учился Герой Советского Союза, участник легендарного дрейфа корабля «Георгий Седов» Гетман Иван Иванович».
В 1985 году во дворе школы был установлен «Памятный знак в честь учителей и выпускников школы, погибших в годы Великой Отечественной войны советского народа 1941-1945 гг.». Представляет из себя гранитную стелу (высотой 1,7 м, шириной 0,82 м), к которой прикреплена мемориальная доска (0,7X0,45 м) с памятной надписью. Также есть памятный знак возле школы № 3 (улица Станислава Прощенко, 6А).
На фасаде дома установлена мемориальная доска «В этом доме в Нежинской женской гимназии П. И. Кушакевич училась Спасская Евгения Юрьевна (1892-1980) выдающейся украинский этнограф искусствовед музейщик». На фасаде дома установлена мемориальная доска Герою Советского Союза Абраму Исааковичу Тарнопольскому — на доме школы, где учился (1921-1928). На фасаде дома установлена мемориальная доска участнику Вооружённого конфликта на Востоке Украины Денису Александровичу Яковенко — на доме школы, где учился. 

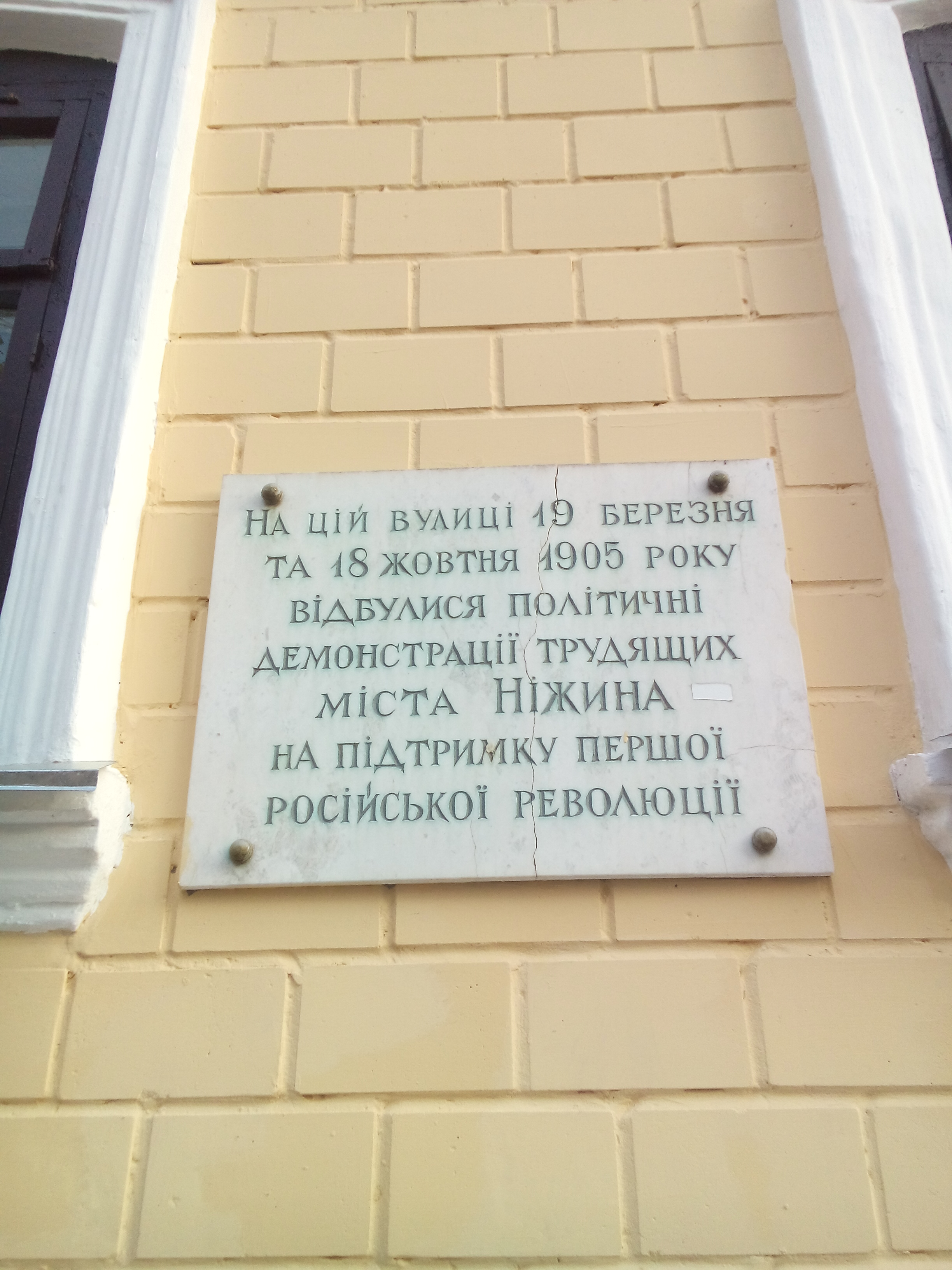
Событиям 1905 года
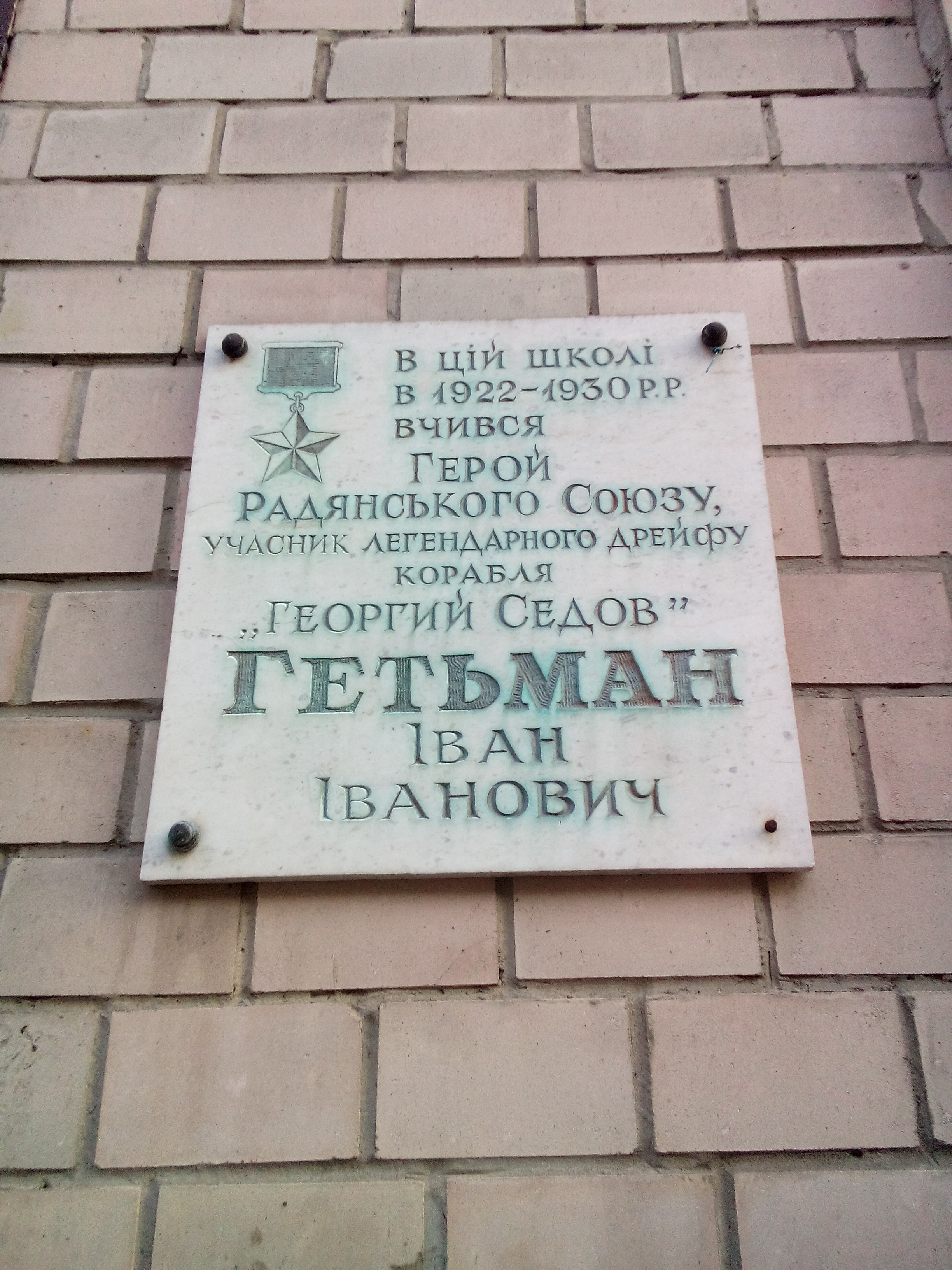
Гетману Ивану Ивановичу
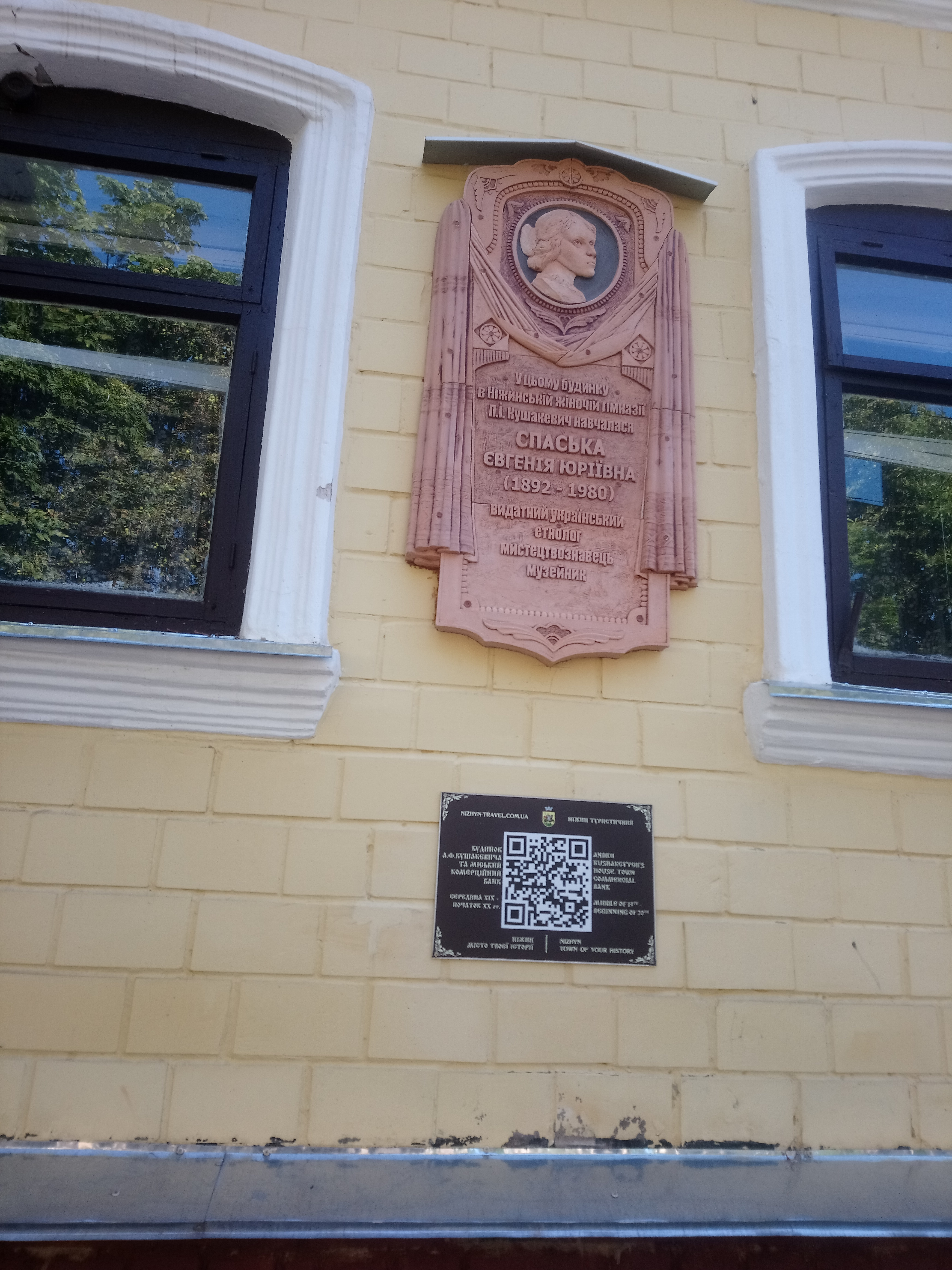
Спасской Евгении Юрьевне